# Couepia canomensis
Couepia canomensis är en tvåhjärtbladig växtart som först beskrevs av Carl Friedrich Philipp von Martius, och fick sitt nu gällande namn av Joseph Dalton Hooker och George Bentham. Couepia canomensis ingår i släktet Couepia och familjen Chrysobalanaceae. Inga underarter finns listade i Catalogue of Life.